# Programação estruturada
Programação Estruturada (PE) é um padrão ou paradigma de programação da engenharia de softwares, com ênfase em sequência, decisão e, iteração (sub-rotinas, laços de repetição, condicionais e, estruturas em bloco), criado no final de 1950 junto às linguagens ALGOL 58 e ALGOL 60,
Este paradigma é normalmente formado por código em um único bloco e foi impulsionado pelas vantagens práticas que o paradigma oferece, e também pelo 'teorema do programa estruturado [en]' (de 1966, também chamado de teorema de Böhm-Jacopini) e a carta aberta de Dijkstra 'Go To Statement Considered Harmful' (de 1968).  De fato, muitas linguagens não possuem GOTOs para desincentivar a programação não-estruturada (nota: Donald Knuth advogou o GOTO em algumas circunstâncias.
A PE foi o paradigma dominante na escrita de software até a programação orientada a objetos (POO).  Enquanto a PE fia-se em estruturas de controle de alto nível (em oposição ao uso de GOTOs), concepções top-down e refinamento por passos, a POO se baseia no conceito de objetos que possuem atributos (dados) e métodos (procedimentos).
Apesar de ter sido sucedida pela POO, a PE ainda é muito influente pois grande parte das pessoas ainda aprende programação através dela. Para a resolução de problemas simples e diretos, a programação estruturada é bastante eficiente (talvez mais eficiente que a POO). Além disso, por exigir formas de pensar relativamente complexas, a POO até hoje ainda não é bem compreendida ou usada pela maioria.
Diversas linguagens relevantes hoje (e.g. Cobol, PHP, Perl e Go) ainda utilizam o paradigma estruturado, embora possuam suporte para a orientação ao objeto e para outros paradigmas de programação.

## Estrutura do paradigma
É formada por três estruturas:
1. Sequência: a tarefa é executada logo após a outra;
2. Decisão: a tarefa é executada após um teste lógico, e;
3. Iteração: a partir do teste lógico, um trecho do código pode ser repetido finitas vezes.

## Elementos básicos da teoria

### Estruturas de controle
Na PE, os programas são vistos como compostos das seguintes 'estruturas de controle' (ECs)
:
- Sequência: de instruções ou sub-rotinas executadas em sequência (a=4; b=4*5)
- Seleção/condicional: instruções são executadas ou não conforme o estado do programa (if, else, elif/elseif, endif)
- iteração/repetição: instruções são executados até que o programa atinja um determinado estado (for, while, repeat, do..until)
- recursão: instruções executadas com chamadas auto-referenciadas até que certas condições sejam satisfeitas. Exemplo:

```
function
 
fatorial
(
x
){

    
if
(
x
 
>
 
1
){

        
return
 
x
*
fatorial
(
x
-
1
);

    
}

}

```

Há a utilização de 'sub-rotinas' em que as ECs são agrupadas
e utilizadas através de um única instrução (são as funções, métodos, subprogramas,
procedimentos).
Blocos permitem que uma sequência de instruções seja tratada como uma única instrução.

### Refinamento por passos
Uma ideia central na PE é o refinamento por passos, em que o
programa é desenvolvido de maneira top-down, por exemplo:
1. comece com o programa principal
  - use as ECs de iteração e seleção
  - escreva as chamadas para as rotinas (r1, r2, etc) quando necessário. Diz-se 'postule r1, r2'.
2. Implemente r1, r2, ..., com chamadas para outras rotinas conforme conveniente.
3. Continue implementando as rotinas até que não sejam necessários procedimentos adicionais.

Na prática, é usual iniciar a programação não exatamente do topo, até porque é
comum que haja vários topos, mas isso depende da complexidade e modularidade
do software.

### Desvios
Dentre os desvios mais comuns da programação estruturada, há múltiplos pontos:
- De saída:
  - terminação antecipada: return em uma função, break or continue em um laço de interação, ou um exit em algum programa.  Na programação estruturada, a rigor, há um só ponto de saída da rotina sendo executada.
  - Manejo de exceção: clausulas como (try.. except) do Python ou (try.. catch) do C++, também implicam em múltiplos pontos de saída da rotina.
- De entrada: útil e.g. para geradores, streaming, máquinas de estado.

## Conceito-chave: GOTO
Seja um programa uma sequência de instruções a serem seguidas (e.g. por um
computador).  Considere um ponteiro que indica a instrução a ser executada na
próxima oportunidade.  Um GOTO é um reposicionamento arbitrário deste ponteiro.
Embora seja um comando poderoso, o uso de GOTOs é considerado, em geral, má prática, havendo quem o defenda em algumas situações.
Na programação imperativa, que possui ênfase na modificação de valores em
endereços de memória (i.e. instruções de atribuição), o uso de GOTOs é
abundante.  Em muitos contextos, pode-se assumir que 'programação estruturada'
é sinônimo de programação sem GOTO (sem pulos, sem redirecionamentos
arbitrários do ponteiro da sequência de instruções em execução).  Estes foram
os dois primeiros paradigmas dominantes na programação de computadores. A
imperativa desde o início da programação até os anos 1970.  A estruturada até o
final década de 1990, e então deu lugar à POO.

## Críticas usuais à PE
Dentre as críticas à PE, constam:
- PE é orientada para a resolução de um problema em particular.
  - Um escopo mais amplo é muitas vezes conveniente.
- PE é realizada pela decomposição gradual da funcionalidade.
  - As estruturas advindas de funcionalidade/ação/controle não são as partes mais estáveis de um programa.
  - Foco em estruturas de dados ao invés de estruturas de controle é uma alternativa.
- Sistemas reais não possuem um único topo.[6]
  - Pode ser apropriado considerar alternativas à abordagem top-down.

Veja também a POO, paradigma que foi estabelecido depois de décadas de PE.

## PE vsPOO
Entres os paradigmas PE e POO, não existe certo e errado. A POO tende a dar melhores resultados em programas maiores com reuso de partes/sub-rotinas dos programas. Ambos os paradigmas possuem vantagens e desvantagens. A melhor prática é evitar extremismo (moldes rígidos): há casos em que é melhor priorizar a POO ou a PE, e mesmo quando uma estratégia é evidentemente melhor, o purismo tende a gerar software menos organizado ao custo de mais trabalho.

## Tópicos avançados
- Diagrama Nassi-Shneiderman: uma representação gráfica (estructograma) para PE, desenvolvida em 1972.
- Carta de estrutura (structure chart): um diagrama usado na PE para organizar os módulos em árvore.